# Hecatera intermedia
Hecatera intermedia là một loài bướm đêm trong họ Noctuidae.